# كلوستريديوم جزيرة جيجو
مطثية جزيرة جيجو أو مطثية جيجوية أو كلوستريديوم جيجوي (الاسم العلمي: Clostridium jejuense) هي نوع من البكتيريا تتبع جنس المطثية من فصيلة نظيرات المطثية. نسبة إلى جزيرة جيجو في كوريا الجنوبية.